# Urucurituba
Urucurituba es un municipio brasileño del estado del Amazonas. Forma parte de la mesorregión del Centro Amazonense y de la microrregión de Itacoatiara.

## Toponimia
Urucurituba es vocablo indígena que significa palmeral, "lugar donde hay muchas palmeras". Viene del tupí urucuri: una de las muchas variedades de palmeras del Brasil; y tyba: gran cantidad, abundancia.

## Historia
La denominación de “Urucurituba”, dada a la población y posteriormente al municipio, proviene de “Uricuri”, especie de palmera abundante en aquella época, en las adjacências de la localidad.
En el 27.04.1895, por la Ley Estatal n.º 118, fue creado el municipio de Urucurituba, con los territorios desmembrados de los de Silves y Urucará, con sede en la población de Urucurituba, localizada al margen derecha del río Amazonas.
Los indios Mundurucus, Maués y otros, eran los primitivos habitantes de la región hoy ocupada por el municipio de Urucurituba.
En 14.05.1897, por la Ley Estatal n.º 164, fue extinto el municipio de Urucurituba.
En 05.03.1898, por la Ley Estatal n.º 212, fue restablecido el municipio de Urucurituba.
En 22.09.1901, por la Ley n.º 350, la sede del municipio fue transferida para el Sitio denominada Tabocal, elevado entonces a la categoría de Villa con la denominación de Silvério Néri.
En 27.02.1908, por la Ley Municipal n.º 63, fue transferida la sede municipal para Urucurituba, que pasó entonces a denominarse Silvério Néri.
En 15.12.1910, por la Ley n.º 660, el municipio volvió a tener a primitiva denominación de Urucurituba.
En 14.09.1931, por el Acto n.º 33, el municipio fue rebajado a simples condición de Delegación Municipal, incorporado al municipio de Itacoatiara.
Sin embargo, en 1935, con la reconstitucionalización del Estado, fue restablecida la autonomía del municipio de Urucurituba.
En 31.03.1938, en virtud del Decreto de ley Estatal nº68, la sede municipal recibió Foros de Ciudad.
En 24.12.1952, por la Ley Estatal n.º 226, es creada la comarca de Urucurituba. El municipio es constituido de un solo distrito – el del mismo nombre.
En 10.12.1981, por la Enmienda Constitucional n.º 12, Urucurituba pierde parte de su territorio, en favor del nuevo municipio de Boa Vista del Ramos.

## Geografía
Su población estimada en 2009 era de 18.541 habitantes.

## Transporte
La flota del municipio de Urucurituba es de 2 automóviles, 2 camiones, 4 camionetas, 93 motocicletas y 28 motonetas.